# Настоящие моли
Настоя́щие мо́ли (лат. Tineidae) — семейство молевидных чешуекрылых. Как правило, от мелких до средних размеров (размах крыльев 7—30 мм, до 37—46 мм у Scardia, которых иногда выделяют в отдельное семейство). Челюстные щупики тонкие, состоят из 5 члеников. Гусеницы питаются грибами и растительным детритом, кератинсодержащими животными остатками (пух, перья, шерсть), нередко встречаются в гнёздах птиц и норах животных. Наиболее известные представители повреждают шерстяные изделия (например, платяная, шубная и ковровая моли) и продукты питания (например, зерновая моль). В мировой фауне, по разным оценкам, во многом зависящим от понимания объёма семейства, от двух до трёх тысяч видов. В России более 200 видов. Пара спаривающихся представителей семейства была найдена в балтийском янтаре.

## Классификация
357 родов и более 2300 видов. Семейство подразделяют на следующие подсемейства:
- Dryadaulinae
- Erechthiinae
- Euplocaminae
- Hapsiferinae
- Harmacloninae
- Hieroxestinae
- Meessiinae
- Myrmecozelinae
- Nemapogoninae
- Perissomasticinae
- Scardiinae
- Setomorphinae
- Siloscinae
- Stathmopolitinae
- Teichobiinae
- Тинеины (Tineinae)